# كافين جونسون
كافين جونسون (بالإنجليزية: Cavin Johnson)‏ هو لاعب كرة قدم ومدرب كرة قدم جنوب أفريقي، ولد في 11 نوفمبر 1958 في جوهانسبرغ في جنوب أفريقيا. لعب مع سوبر سبورت يونايتد.